# Patrik Mráz
Patrik Mráz (Púchov, 1º febbraio 1987) è un calciatore slovacco, difensore o centrocampista del Púchov.

## Caratteristiche tecniche
Terzino sinistro, può adattarsi al ruolo di esterno sulla medesima fascia.

## Carriera

### Club
Nel gennaio 2012 lo Slask Breslavia acquista il suo cartellino in cambio di 150000 €.

## Palmarès
- Campionato slovacco: 2

Artmedia Petržalka: 2007-2008
Žilina: 2009-2010
- Coppa di Slovacchia: 1

Artmedia Petržalka: 2007-2008
- Campionato polacco: 1

Śląsk Breslavia: 2011-2012